# Стадион Содружества (Эдмонтон)
Стадион Содружества (англ. Commonwealth Stadium) — стадион в Эдмонтоне (Альберта, Канада). Является домашней ареной  играющей в канадский футбол команды «Эдмонтон Эскимос», выступающей в Канадской футбольной лиге.

## История
Стадион был построен для проведения Игр Содружества 1978 года, которые проводились в Эдмонтоне. Изначально, когда город был выбран для проведения игр, планировалось произвести реконструкцию стадиона Кларка (англ. Clarke Stadium), но в январе 1975 года решено было построить новый стадион вместимостью более 40 тысяч мест, который бы прилегал к существующему стадиону. В 2026 году здесь пройдут матчи чемпионата мира по футболу.
Строительство стадиона было начато в марте 1975 и закончено в 1978 году к открытию Игр Содружества 3 августа 1978 года. Первоначально стадион стоимостью 20,9 млн $ вмещал 42 500 мест, дополнительные 18 000 мест были установлены для проведения Летней Универсиады 1983 года. Стадион также претерпел значительную реконструкцию в 2001 году.
В 2010 году покрытие стадиона заменили на искусственную траву.

## Использование
Стадион использовался для проведения Игр Содружества 1978 года, летней Универсиады 1983 года, чемпионата мира по лёгкой атлетике 2001 года, а также чемпионата мира по футболу среди молодёжных команд 2007 года.
В 2003 и 2023 году на стадионе проходили хоккейные матче в рамках «Классики наследия НХЛ». В 2003 году «Эдмонтон Ойлерз» играли с «Монреаль Канадиенс», а спустя 20 лет — с «Калгари Флэймз».
До открытия в Торонто стадиона BMO Field в 2007 году Стадион Содружества являлся домашней ареной мужской футбольной сборной Канады по футболу.
Стадион четыре раза использовался для проведения игр Кубка Грея: в 1984, 1997, 2002 и 2010 годах.
На стадионе также проходили концерты таких артистов как Pink Floyd, Дэвид Боуи, The Rolling Stones, AC/DC, U2 и многих других.